# Günter Kuba
Günter Kuba (* 31. Mai 1979 in Wien) ist ein österreichischer Schachmeister.

## Schachkarriere
Günter Kuba begann sehr früh Schach zu spielen, er wurde zweimal österreichischer Jugendstaatsmeister. Weiters konnte er einmal den fünften Platz bei der Europameisterschaft unter 16 erringen. Nach der Matura folgte ein Studium der Pädagogik. Er gehörte 2000, 2002, 2003, 2004 und 2005 zur österreichischen Mannschaft beim Mitropa-Pokal. 2006 wurde er Vizestaatsmeister hinter Eva Moser, welche als erste Frau die allgemeine Klasse für sich entscheiden konnte.
Günter Kuba spielt für den SK Fürstenfeld, mit dem er von 1999 bis 2006 und von 2009 bis 2013 der österreichischen 1. Bundesliga angehörte und 2004 am European Club Cup teilnahm.
Günter Kuba trägt seit 2006 den von der FIDE vergebenen Titel Internationaler Meister, die erforderlichen Normen erfüllte er in der Saison 2001/02 der A-Klasse der Wiener Betriebsmannschaftsmeisterschaften, beim Mitropapokal 2004 in Zemplínska šírava, beim European Club Cup 2004 in Çeşme und in der Saison 2004/05 der österreichischen Bundesliga. Seine Elo-Zahl beträgt 2328 (Stand: August 2018), im Juli 2007 erreichte er seine höchste Elo-Zahl von 2413.